# Пинфолд

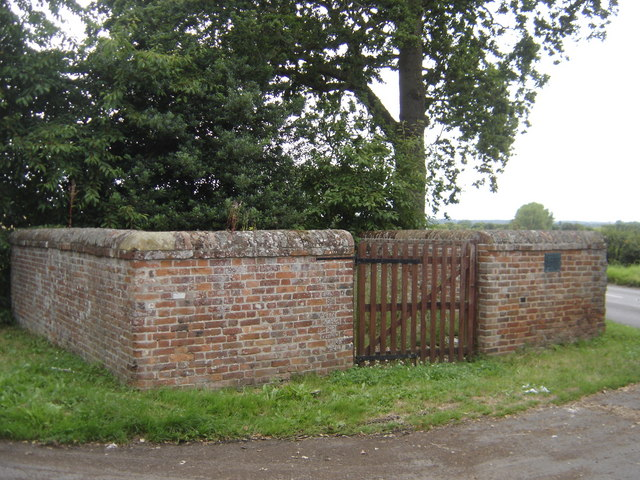
Сохранившийся пинфолд в графстве Норфолк.

Пинфолд (англ. pinfold, также англ. animal pound) — в сельской Англии Средневековья и Нового времени — муниципальный загон для временного содержания бесхозного, бродячего скота.

## История и описание
В описываемое время во многих местах Англии действовали штрафы для владельцев скота, который, покинув стойло или отбившись от стада, забрёл на землю,  принадлежавшую другому владельцу. Такой скот было положено препровождать в пинфолд, где он оставался до тех пор, пока хозяин не выкупит его, оплатив штраф. В этом смысле пинфолд был своего рода прообразом штрафстоянки. Нередко пинфолд располагался неподалёку от деревенской тюрьмы.
Если штраф был велик, а хозяин беден, скот мог оставаться в пинфолде некоторое время. Поэтому в более крупных населённых пунктах существовала специальная должность: «пиндер» или «паундмастер», в обязанности которого входил уход за арестованным скотом и его охрана. Если животное оставалось невостребованным владельцем в течение установленного срока (например, три недели) его продавали на ближайшем рынке, а вырученные средства шли на погашение штрафа и на оплату труда паундмастера. Если же животное выкупалось хозяином, то он также должен был, кроме штрафа, оплатить паундмастеру его труды по уходу за скотом. Обычно паундмастером был мужчина, однако иногда (особенно, в позднее время) это могла быть и женщина.
В архитектурном отношении Пинфолд обычно представлял собой каменное или кирпичное ограждение в рост человека или значительно ниже, без крыши, с деревянными воротами. Будучи очень прочными постройками, многие пинфолды прекрасно сохранились и считаются исторической достопримечательностью сельской Англии. 
Такие же пинфолды первоначально существовали и в британских колониях в Северной Америке, особенно в Новой Англии. 

## Некоторые сохранившиеся пинфолды

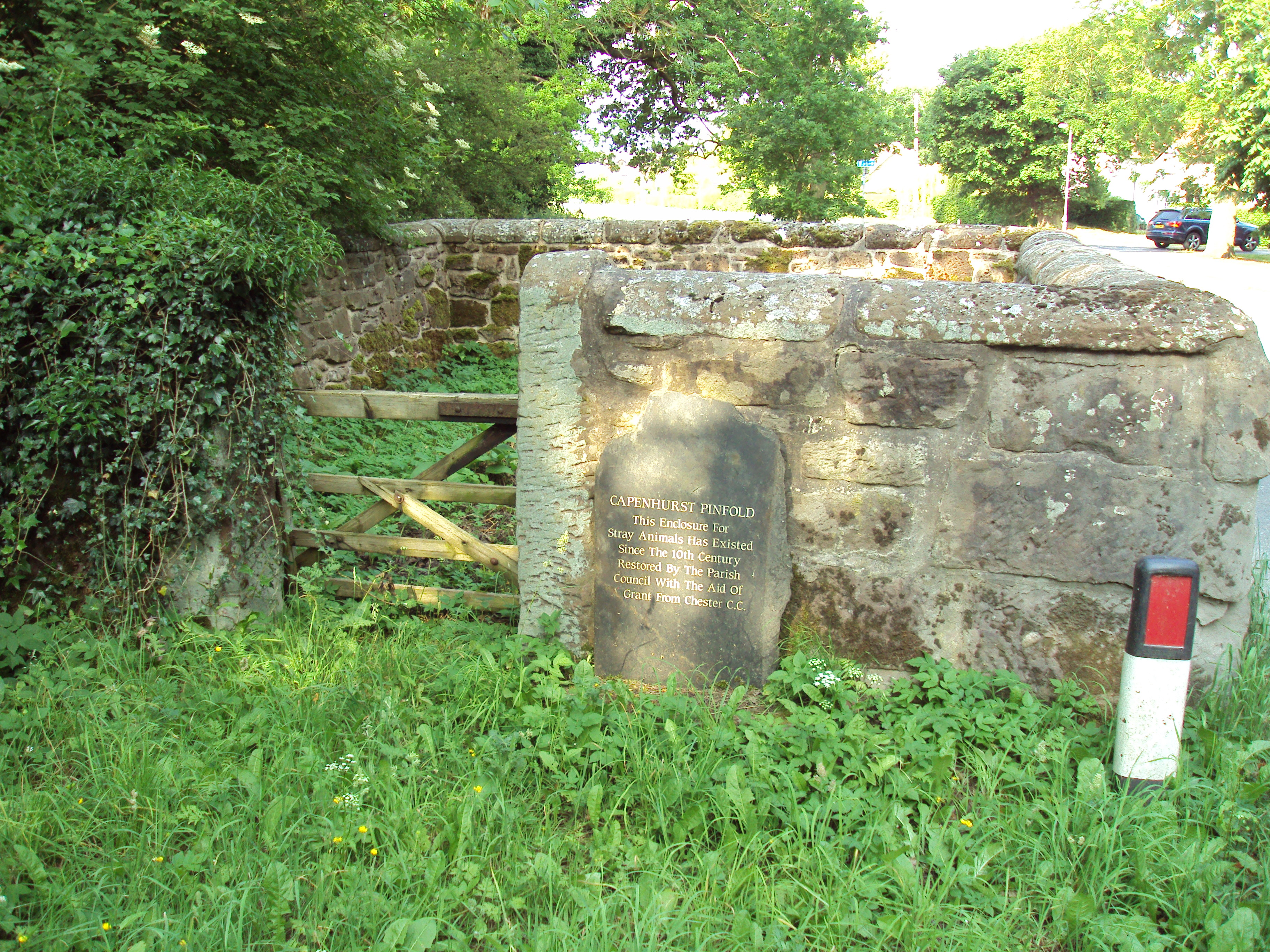
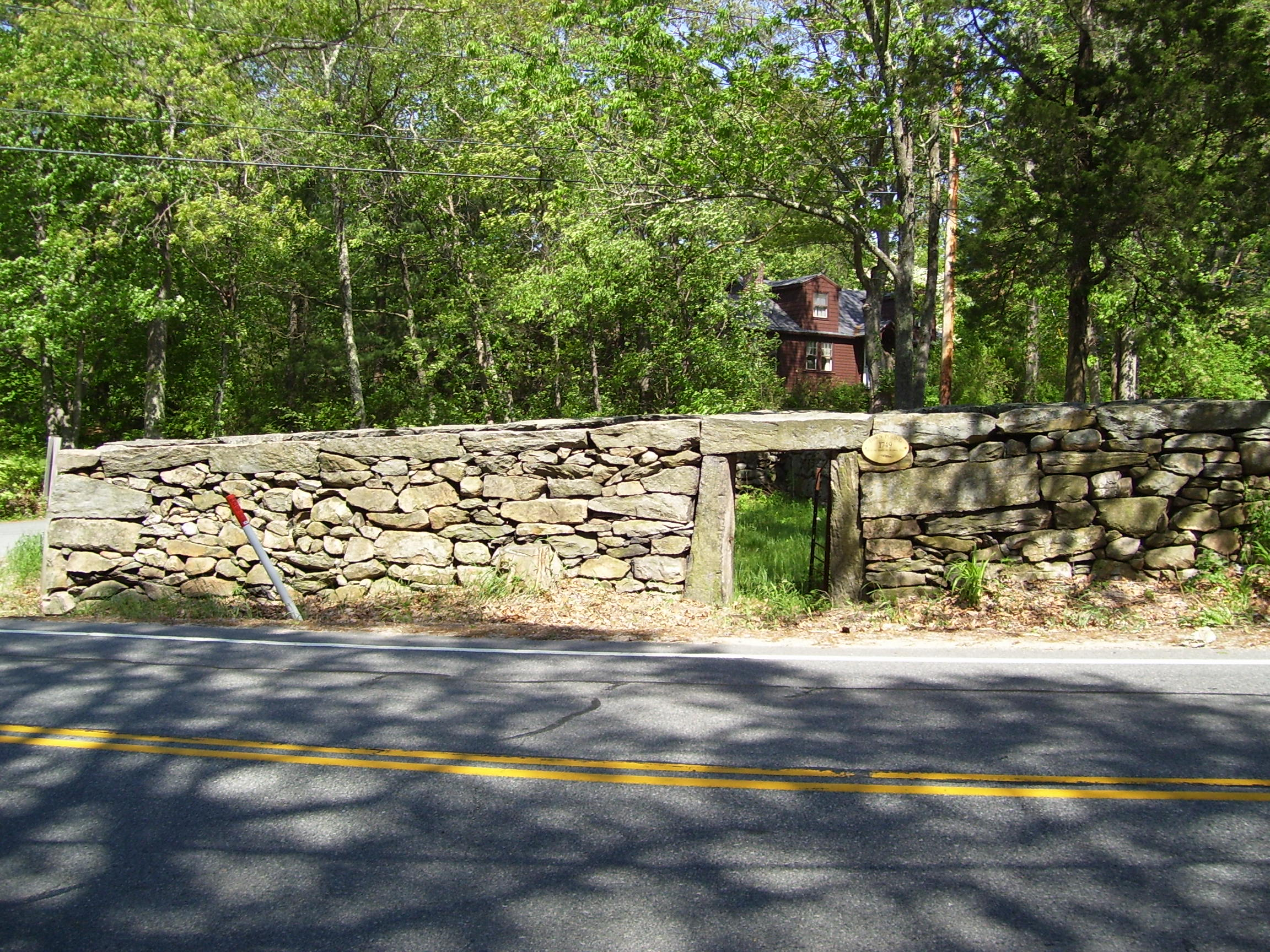
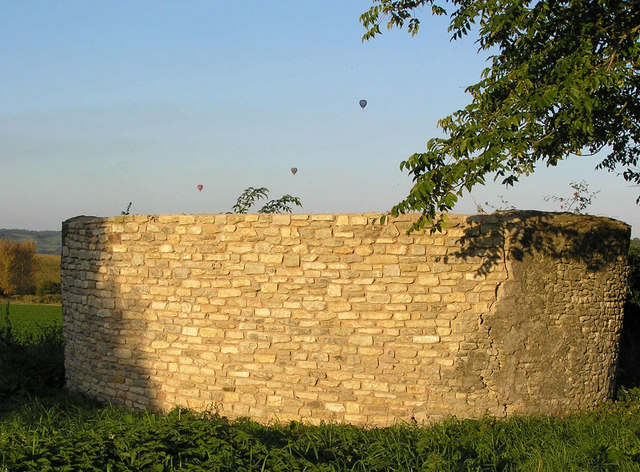
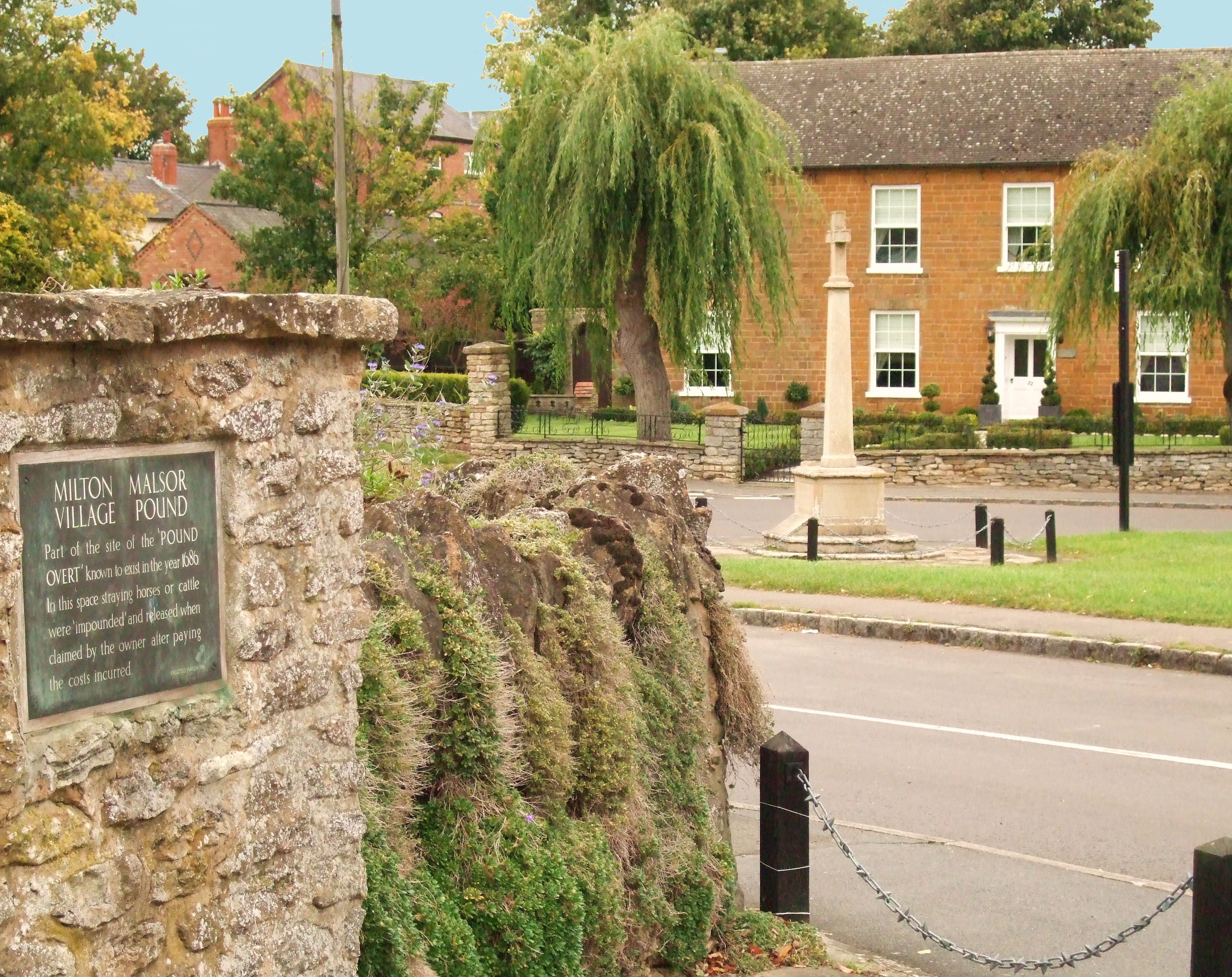
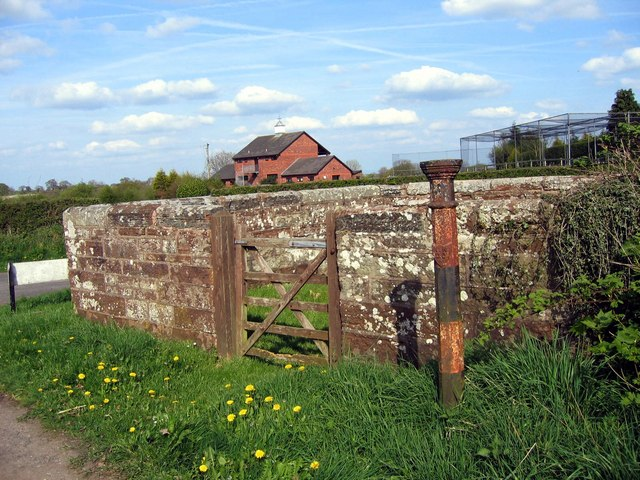
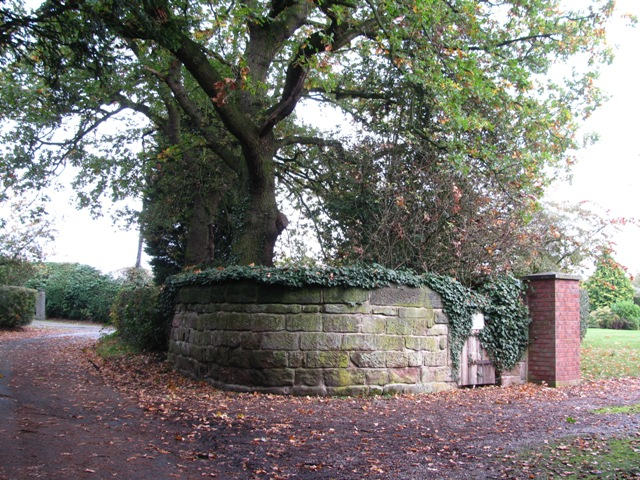
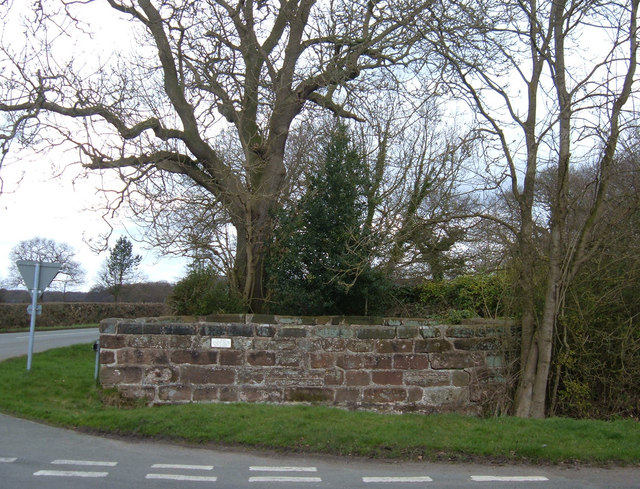
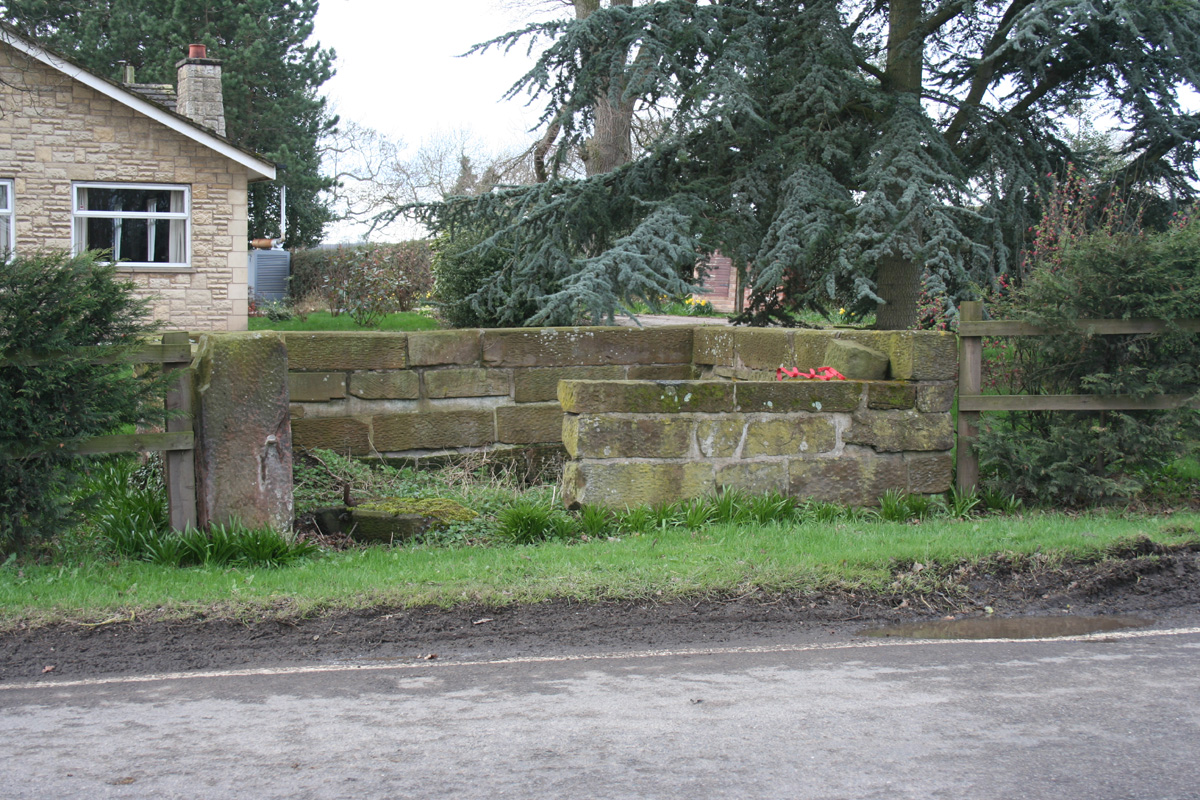